# Johann Matthäus Abbrederis
Johann Matthäus Abbrederis (getauft am 17. April 1652 in Rankweil; †  nach 1725) war ein österreichischer Orgelbauer.  Er war ein bedeutender Orgelbaumeister im Alpenrheintal südlich des Bodensees kurz vor und nach 1700. Stilistisch war er dem Barockstil des 17. Jahrhunderts verbunden, und blieb unbeeinflusst vom süddeutschen Spätbarock.

## Leben

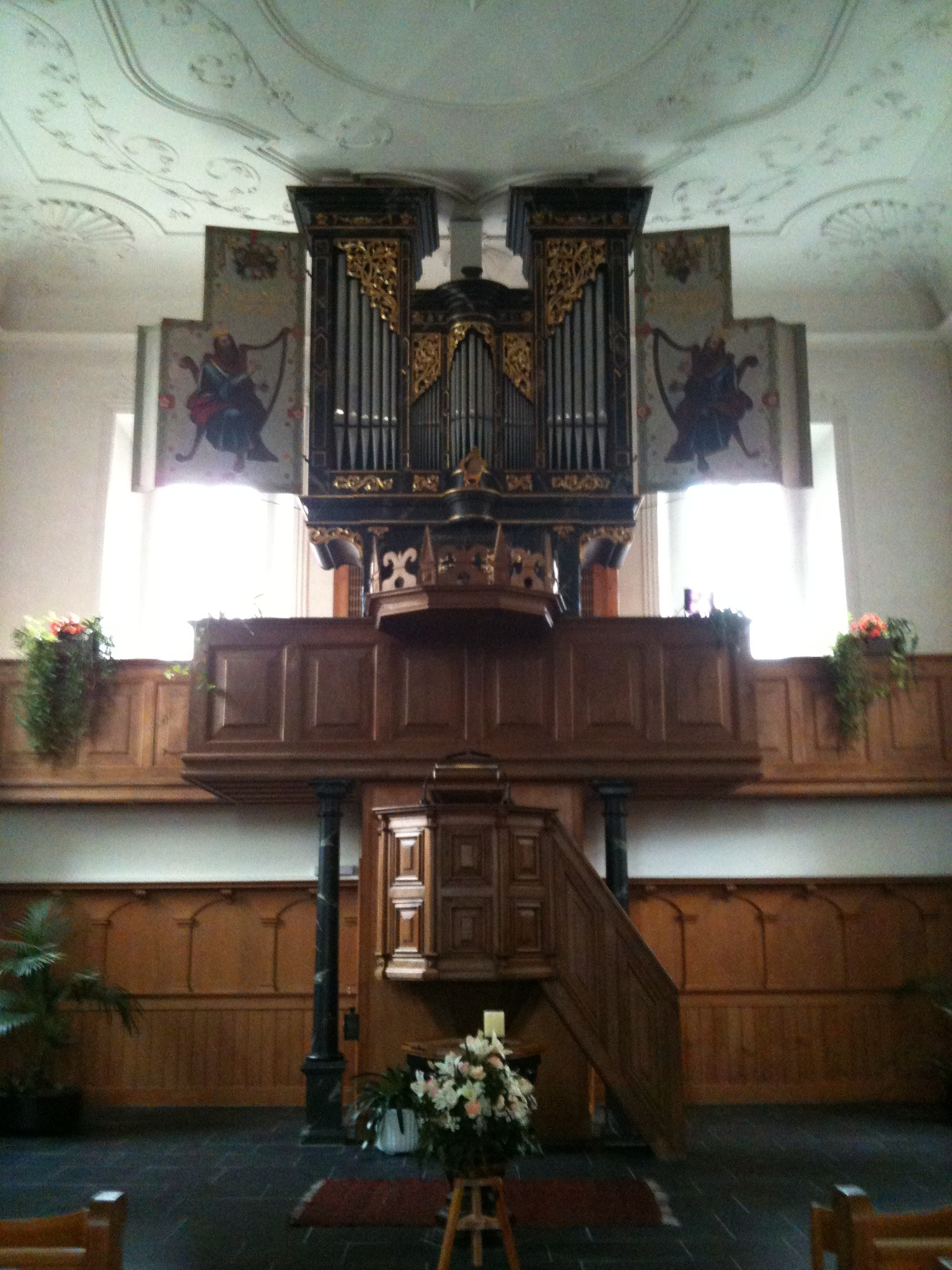
Abbrederis-Orgel in der Amanduskirche in Maienfeld

1691 baute Abbrederis eine Orgel in Thal (heute im Kloster Neu St. Johann). Ab 1693 verrichtete er einen Auftrag für eine Orgel im Kloster Pfäfers und in Fischingen. 1711 restaurierte er die große Orgel im Konstanzer Münster. Im 18. Jahrhundert folgten unter anderem 1712 eine Orgel für St. Luzi in Chur, 1717 eine in Sargans und eine 1725 in Maienfeld.

## Orgeln (Auswahl)
Nachweisbar sind 39 Orgeln, die von Johann Matthäus Abbrederis zwischen 1688 und 1725 gebaut wurden.
- Orgel in der St. Franziskus-Kirche in Mon GR, 1690. Sie ist das älteste von Abbrederis erhaltene Instrument. Hier wohl erst zwischen 1800 und 1810 aufgestellt. Ursprünglicher Standort nicht bekannt.[7][8]
- Orgel für Thal gebaut, 1691, 1883 nach Hemberg versetzt,[9] dort 1972 abgebaut und bei Mathis Orgelbau in Näfels eingelagert, 1990 von Mathis restauriert und in der Klosterkirche im Kloster Neu St. Johann aufgestellt.[10][11]
- Orgel im Psallierchor der Stiftskirche im Kloster Pfäfers, 1693/1994.[12] Die Orgel wurde 1972 von der Orgelbau Th. Kuhn AG restauriert.[5]
- Orgel in der reformierten Kirche in Sax, 1718.[13]
- Orgel in der Amanduskirche in Maienfeld, 1725. Nach zeitgenössischen Modernisierungen 1896 und 1725 wurde die Orgel 1968 von der Firma Metzler aus Dietikon restauriert, 2009 erfolgte eine Generalrevision durch die Firma Metzler[14]